# Universalismus (Konfession)

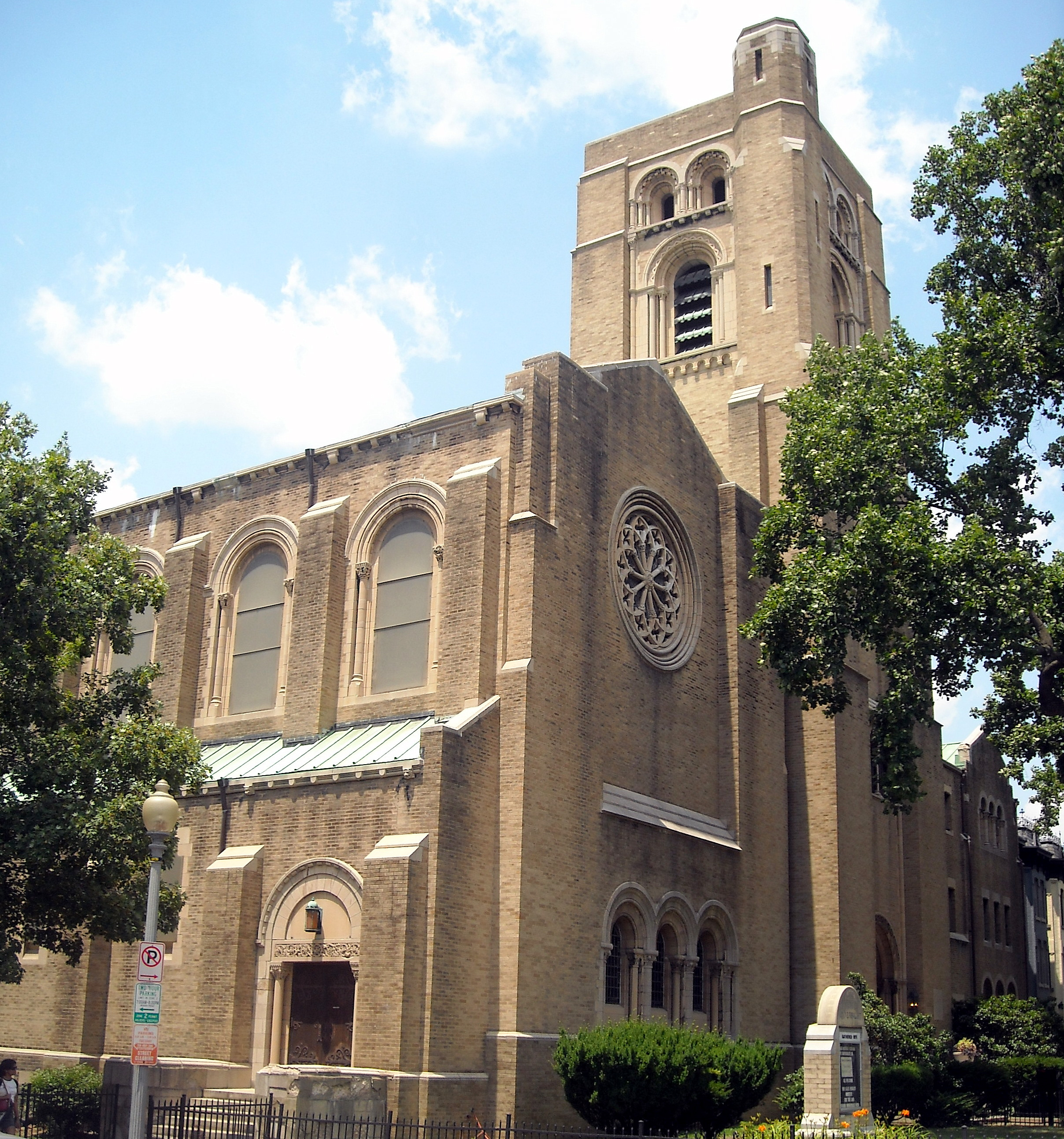
Die Universalist National Memorial Church in Washington, D.C.

Der Universalismus ist eine christliche Konfession, die theologisch auf der Apokatastasis gründet. Diese ist getragen von der Allaussöhnung der Menschen mit Gott.
Universalistische Ansätze finden sich bereits bei Clemens von Alexandria und Origenes. Auch in der Täuferbewegung und im Pietismus gab es universalistische Positionierungen wie bei Hans Denck, Christian Gottlob Pregizer und Michael Hahn. Als konfessionale Gruppierung trat der Universalismus jedoch erst im 18. und 19. Jahrhundert in Nordamerika auf. Er entwickelte sich in einem vornehmlich protestantisch geprägten Umfeld. Die frühen Universalisten setzen sich entsprechend aus unter anderem Pietisten, Herrnhutern, Täufern und liberalen Quäkern zusammen. Führende Vertreter des nordamerikanischen Universalismus waren Hosea Ballou, John Murray, George de Benneville und Elhanan Winchester. Ein erstes regionales Zentrum bildeten die amerikanischen Mittelatlantikstaaten. Die erste universalistische Gemeinde wurde 1779 in Gloucester in Massachusetts gegründet. Zwei Jahre später gründete Elhanan Winchester in Philadelphia eine Gemeinde der Universal-Baptisten. Unter ihren Mitgliedern war auch Benjamin Rush, einer der Unterzeichner der Unabhängigkeitserklärung. 1787 folgte in London die Gründung einer universalistisch-baptistischen Gemeinde, auf die die heutige Conway Hall Ethical Society zurückgeht. Im Jahr 1863 wurde mit der Universalistin Olympia Brown erstmals in Nordamerika eine Frau in ein Predigtamt gewählt. Im Jahr 1856 wurde von universalistischer Seite die St. Lawrence University gegründet. 
1866 gründete sich schließlich die Universalist Church of America (anfangs noch unter dem Namen Universalist General Convention) als gemeinsamer Dachverband der universalistischen Gemeinden. Die universalistische Kirche näherte sich in Folge immer stärker den nordamerikanischen Unitariern an, die wie die Universalisten eher liberale Positionen vertraten. 1961 vereinigte sich die Universalist Church schließlich mit der American Unitarian Association zur Unitarian Universalist Association. Die neue gemeinsame unitarisch-universalistische Kirche öffnete sich jedoch zunehmend auch für nicht-christliche Anschauungen. Einen genuin christlichen Universalismus vertritt heute vor allem die 2007 gegründete Christian Universalist Association. So ist beispielsweise die Universalist National Memorial Church sowohl Mitglied der Unitarian Universalist Association als auch der Christian Universalist Association.